# 高澤父母道
高澤 父母道（たかざわ ふぼみち、2004年10月21日 - ）は、日本の子役である。シーアンドティー（キャロット）所属。ただし2020年1月時点で同事務所のホームページのプロフィールのページに高澤の名前は無い。

## 出演

### テレビドラマ
- 戦場のメロディ（2009年、フジテレビ）- 衛藤守 役
- わが家の歴史（2010年、フジテレビ） - 八女宗男（幼少） 役
- パンドラII 飢餓列島（2010年、WOWOW）- 鈴木護（幼少） 役
- おひさま（2011年、NHK）- 宮下昭一 役
- TAROの塔（2011年、NHK）- 岡本太郎（幼少） 役
- 松本清張特別企画・張込み（2011年、テレビ東京）- 横川貞次 役
- イロドリヒムラ 第3話（2012年、TBS）- セミ少年 役
- リーガル・ハイ 第7話（2012年、フジテレビ）- 徳松泰平（幼少期） 役
- とんび（2013年、TBS）- 市川安男（少年期）役
- 花子とアン（2014年、NHK）- 徳丸武（幼少期） / キヨシ 役
- 牙狼-GARO- -魔戒ノ花- 第8話（2014年、テレビ東京）- シロウ 役
- テレビ未来遺産“終戦69年”ドラマ特別企画 遠い約束〜星になったこどもたち〜（2014年8月25日、TBS）- 中村竜也 役
- ど根性ガエル （2015年、日本テレビ）- ひろし（少年期） 役

### 映画
- 聯合艦隊司令長官 山本五十六 太平洋戦争70年目の真実（2011年12月23日） 山本義正（少年時代） 役
- 俺はまだ本気出してないだけ（2013年6月15日） 野球少年 役
- 地獄でなぜ悪い（2013年9月28日） 野球少年 役
- かぐや姫の物語（2013年11月23日）（声の出演）
- 残穢（2016年） ‐ M少年（真辺貴之の少年期）

### CM
- ジョンソン「ジャバ〜ありがとうの歌〜」（2009年）
- 日清食品、チキンラーメン（2009年）
- 三菱自動車、デリカD:5「かけがえのない10年へ」（2010年）
- JAL「明日の空へ、日本の翼」（2011年）
- 三菱自動車、デリカD:5「夏のデリカさん」（2011年）
- アサヒ飲料 三ツ矢サイダー「透きとおる夏」篇 （2012年）
- セブンイレブン「仮面ライダースタンプラリー」（2012年）
- WOWOW「日本やるじゃん物語」（2013年）
- P&G「アリエール」（2013年）
- キッコーマン「うちのごはん」（2013年 - ）
- 日本郵便「ゆうパック」（2013年 - ）